# 森本つぐみ
森本 つぐみ（もりもと つぐみ、1999年8月7日 - ）は、日本の元AV女優。元ARROWS所属。東京都出身。

## 略歴・人物
2019年4月にデビューしたロリ系の巨乳AV女優。
趣味はカラオケ、アイドル鑑賞。

## 出演作品

### アダルトDVD
2019年
- 2016パン屋さんで週4回アルバイトしてるふわカワなあの子は隠れGカップボイン！スリルを求めてAV debut 森本つぐみ (4月11日 SODクリエイト キミホレ)
- ふわカワボインちゃんが赤面絶頂！声の出せない状況で羞恥 興奮 青姦SEX！スリルだらけの露出温泉旅行 森本つぐみ (5月23日 SODクリエイト キミホレ)
- Gカップのふわっふわおっぱいがつゆだく汁まみれ！全身から溢れ出るスケベ汁をしゃぶり合うビチョ濡れ性交 森本つぐみ (6月20日 SODクリエイト キミホレ)
- ふわカワボインちゃん、人生初のゴム無しSEX！特濃精子計10発注入！初中出しドキュメント 森本つぐみ (7月25日 SODクリエイト キミホレ)
- 催●レンタル 隣の部屋のウザいカップルを強●催●NTR！アイテム:催●カメラ 森本つぐみ (8月22日 SODクリエイト キミホレ)
- 【VR】HQ超激的高画質 実は義妹はエッチ好きなド変態女だった！ボクに突然出来た妹は超可愛くてまじめで巨乳！！付き合った男の子としかエッチしなそうな真面目な感じがしていたけど、実はボクが手を出すのをずっと…義妹と禁断の一線を超えてヤッてしまったVR 森本つぐみ (9月1日 ROYAL)
- 【VR】隣に住んでる幼馴染は思ってたより巨乳でドスケベだった。(9月1日 unifished VR)
- 【VR】下校中、突然のゲリラ豪雨にみまわれビショ濡れになった巨乳女子校生！その透けた下着と盛り上がったオッパイを前に、タオルを貸すだけのつもりがいつの間にか目を見つめ合って生中出しSEXまでしてしまった！ 森本つぐみ (9月3日 KMPVR)
- 【VR】新開発！超精細カメラ撮影 射精コントロール！オナ指示痴女 JKとセンパイ編 森本つぐみ (9月6日 フランソワ CASANOVA)
- 「もっと掻き回して！」天然Gカップ巨乳を揺らす超肉感の絶頂騎乗位！包み込むパイズリと濃蜜フェラの至極ご奉仕！SEX狂の制服美少女 森本つぐみ (9月13日 オーロラプロジェクト・アネックス)
- ボクの顔を見るたびに巨乳を見せつけ誘惑してくるGカップお姉さん 森本つぐみ (9月20日 e-kiss クリスタル映像)
- 【VR】新開発！超精細カメラ撮影 痴女すぎ爆乳小悪魔痴女学生に焦らされまくるVR～鬼焦らしと寸止めで暴発寸前！～ 森本つぐみ (9月20日 カトリーヌ CASANOVA)
- 森本つぐみ 最新AI搭載型 爆乳キャットドール 完全リアルエロボディを堪能してにゃんにゃんw (9月21日 ぽかぽか/妄想族)
- 近所の小父さん達が、皆で私の大っきいおっぱいや乳首を、触って気持ち良くシテくれるんです...。 森本つぐみ (9月22日 オーロラプロジェクト・アネックス)
- びしょ濡れOL雨宿り強制わいせつ (9月25日 TMA) 共演:松永さな、中条カノン
- ナマSTYLE@つぐみ ＃円光 ＃生生生生 ＃Gカップ巨乳 ＃初めての生 ＃生堕ち動画 ＃生ハマっちゃった (9月27日 ファーストスター)
- むっちり巨乳制服ママリフレ 森本つぐみ Vol.002 (10月4日 プレステージ)
- マラ喰い変態巨乳ギャル女子校生ぶっかけヤリマン倶楽部 (10月7日 デジタルアーク)
- 萌え袖キュートな女子大生の中出しソープサークル2 (10月11日 BAZOOKA/ケイ・エム・プロデュース) 他出演:岬あずさ、平川琴菜、須崎まどか
- 銀河級美少女在籍 感じすぎて裏オプしちゃうおっパブ店 森本つぐみ Vol.001 (10月11日 宇宙企画/ケイ・エム・プロデュース)
- 趣味で美少女アイドルおっかけをしているJDはキセキの天然Hカップをブルンブルン振り回し絶叫ガチイキを繰り返しちゃいました! (10月13日 アポロ/妄想族)
- 巨乳が滑る肉感美少女と、湯煙と情欲に塗れた変態セックス (10月13日 オーロラプロジェクト・アネックス)
- 未成年女性肉食化の真実～19歳の絶頂淫乱メカニズム～ (10月13日 バルタン)
- 家庭教師が巨乳受験生にした事の全記録 (10月17日 グローリークエスト)
- キモい官能小説家にペット志願する乳首のキレイな女編集者6 (10月25日 セレブの友)
- 母娘強制懐妊 絶望実況配信  (10月25日 オーロラプロジェクト・アネックス) 共演:黒宮えいみ
- 僕の奥様は教え子の女子○生 (10月26日 シャーク)
- 森本つぐみ×SUKESUKE＃14視立SUKESUKE学園 (11月1日 プレステージ)
- 文化部女子は押しに弱くて意外と巨乳!?学校内でも断りきれずエッチしちゃって気持ちイイことに夢中になっちゃうww (11月7日 ROCKET) 共演:深田結梨
- ブルマ知ってる?もっと見たいんでしょエッチ。 お姉ちゃんが女子学生時代のブルマを見つけて、なつかしく面白がって穿いていたけど、ブルマ尻がキツキツパンパンでエロい!ブルマ尻にコスコスしたらお互いに発情した。（11月7日 SWITCH）共演:今井夏帆、玉木くるみ
- 緊縛侵入犯 狙われた女実業家 (12月19日 バミューダ/妄想族)
- 感じすぎていっぱいおもらしごめんなさい…25 (12月25日 セレブの友)
- ＃はーと＃ズッ友だよ（12月27日 ケイ・エム・プロデュース/＃バリカワ）共演:稲場るか

2020年
- 憧れの巨乳女子大生とヤリたい放題!?‘神乳3’と夢の中出しセックス（1月1日 unfinished）共演:稲場るか、佐知子
- 小心者の僕が勇気を振り絞って、泥酔痴女に悪戯 睡姦・NTR・近親相姦 (1月1日 OFFICE K'S) 他出演:桐谷しほ、葉月レイラ
- 恥ずかしいワキ (1月9日 レイディックス)
- 経験豊富な優しい素人人妻が最高の童貞筆おろし 20 (1月23日 アイエナジー) 他出演:倉多まお、河西乃愛、中条カノン
- 四六時中 姉に突っ込みっぱなし (1月31日 NON)
- 家出娘を自宅に連れ込み朝から晩まで種付け調教 俺専用！爆乳生ハメ奴隷 (2月13日 Fitch)
- 【ドスケベ乳輪】肉感でか乳キメパコフレンド (2月19日 チキチキカマー/妄想族)
- 「お兄ちゃん!私のオッパイ触ってみて!」発育中の巨乳妹からの突然のお悩み相談!毎日成長するオッパイが何だか違和感を感じるらしい。これでもかと揉んであげていたら発情してエロエロモードに! (2月20日 アイエナジー)  他出演:石原理央、富田優衣
- 巨乳従姉妹 強制スワッピング&絶望受精セックス (2月25日 オーロラプロジェクト・アネックス) 共演:美園和花
- レズビアンに染められた新入社員～社内セクハラに濡れてしまう私～  (3月7日 ビビアン) 共演:あおいれな、加藤ももか
- 真・時間が止まる腕時計 パート16 (3月12日 ROCKET) 共演:NIMO、星島るり、世羅いのり、月宮ねね
- 全裸オフィス巨乳OLハーレムスペシャル (3月13日 BAZOOKA/ケイ・エム・プロデュース) 共演:今井夏帆、深田結梨、玉木くるみ
- 僕の彼女はYouTuber!撮影内容はまさかのNTR…裏切り行為にショックなはずなのに鬱勃起した僕 (3月16日 MAXING)
- 世界で一番気持ち良いフェラチオで感度3000倍おしゃぶりハーレム (3月19日 ROOKIE) 共演:美谷朱里、野々宮蘭、笹倉杏、深田結梨
- 童心に返ってしまいたい程おっぱいで癒してくれる巨乳お姉さんと果てるまでハメた極楽セックス (3月25日 オーロラプロジェクト・アネックス)
- 下着姿のまま玄関先に現れてデリバリー業者を誘惑する女と… (4月10日 ヒメゴト/ケイ・エム・プロデュース) 他出演:上川星空、富田優衣
- 「私も子供が欲しい!」保育園で働くデカ乳保母さんが同僚の男に悩みを相談!妊娠願望強すぎて母性溢れるオッパイでまさかの授乳手コキ!萎え知らずの若いチ●ポを自ら挿入しデカ乳激揺れさせながら何度も中出し懇願!4 (4月10日 V&R PRODUCE) 他出演:佐知子
- 夫婦で挑戦!夫が永井マリアの凄テクを20分我慢できたら賞金!2回イカされちゃったら妻が寝取られ中出しSEX!! (4月11日 はじめ企画)  ※「なつみ」名義 共演:永井マリア、さくら、なな
- くちづけ旅行～キスがだいすきな彼女と行く海、夏、きもちいいこと～  (4月12日 ファーストスター)
- 見た目はお嬢様ぽいのに￥で釣って脱がしてみたらいろいろと凄かった件。特にオッパイオッパイとにかく貢いだ元はとったった (4月25日 ホームルーム/妄想族) 他出演:原花音、野々原なずな
- 童貞弟を心配するデカ乳姉が一緒に入浴!豊満なおっぱいに興奮する弟を密着泡洗体!触れ合うだけのはずがフル勃起チ○ポに我慢できず近親相姦中出しSEX! (5月15日 V&R PRODUCE) 他出演:佐知子
- 人妻肉欲家政婦 エロ小説家に妻を好き放題弄ばれ中出しペットに調教されました  (5月19日 アクアモール/エマニエル)